# Alois Kanamüller
Alois Kanamüller (ur. 14 sierpnia 1952 w Freyung) – niemiecki biathlonista reprezentujący RFN. W Pucharze Świata zadebiutował 15 stycznia 1978 roku w Ruhpolding, gdzie zajął czwarte miejsce w sztafecie. Pierwsze punkty zdobył 28 stycznia 1979 roku w tej samej miejscowości, zajmując 12. miejsce w biegu indywidualnym. Nigdy nie stanął na podium indywidualnych zawodów PŚ. Najlepsze wyniki osiągnął w sezonie 1978/1979. W 1977 roku wystąpił na mistrzostwach świata w Vingrom, gdzie zajął 29. miejsce w biegu indywidualnym, 36. miejsce w sprincie i piąte w sztafecie. Podczas rozgrywanych rok później mistrzostw świata w Ruhpolding zajął 12. miejsce w biegu indywidualnym, 35. miejsce w sprincie i ósme w sztafecie. W 1976 roku wystąpił na igrzyskach olimpijskich w Innsbrucku, gdzie zajął 34. miejsce w biegu indywidualnym. Brał też udział w igrzyskach w Lake Placid w 1980 roku, plasując się na 29. pozycji w tej konkurencji.

## Osiągnięcia

### Igrzyska olimpijskie
| Rok  | Miejscowość | Konkurencje | Konkurencje | Konkurencje | Konkurencje | Konkurencje | Konkurencje | Konkurencje |
| Rok  | Miejscowość | IN          | SP          | PU          | MS          | RL          | MR          | SR          |
| ---- | ----------- | ----------- | ----------- | ----------- | ----------- | ----------- | ----------- | ----------- |
| 1976 | Innsbruck   | 34.         | nd.         | nd.         | nd.         | –           | nd.         | –           |
| 1980 | Lake Placid | 29.         | –           | nd.         | nd.         | –           | nd.         | –           |

### Mistrzostwa świata
| Rok  | Miejscowość | Konkurencje | Konkurencje | Konkurencje | Konkurencje | Konkurencje | Konkurencje | Konkurencje |
| Rok  | Miejscowość | IN          | SP          | PU          | MS          | RL          | MR          | SR          |
| ---- | ----------- | ----------- | ----------- | ----------- | ----------- | ----------- | ----------- | ----------- |
| 1977 | Vingrom     | 29.         | 36.         | nd.         | nd.         | 5.          | nd.         | –           |
| 1979 | Ruhpolding  | 12.         | 35.         | nd.         | nd.         | 8.          | nd.         | –           |

### Puchar Świata

#### Miejsca w klasyfikacji generalnej
| Sezon     | Miejsce |
| --------- | ------- |
| 1978/1979 | ?       |
| 1979/1980 | -       |

#### Miejsca na podium chronologicznie
Kanamüller nigdy nie stanął na podium indywidualnych zawodów PŚ.